# Harro Schacht
Harro Schacht (Cuxhaven, 15 de dezembro de 1907 — Atlântico Sul, 13 de janeiro de 1943) foi um oficial da Kriegsmarine que serviu durante a Segunda Guerra Mundial, no comando do submarino U-507.
Tornou-se personagem emblemática na história militar brasileira contemporânea, por ter sido, no comando daquele "u-boot", o responsável pelo afundamento de seis embarcações Brasileiras em agosto de 1942, causando a morte de mais de seiscentas pessoas, fato que levaria o Brasil a declarar guerra ao Eixo naquele mesmo mês.
Quatro dias antes de morrer, junto com toda a tripulação de seu submarino, recebera a Cruz de Cavaleiro da Cruz de Ferro.

## História
Schacht começou a sua carreira naval em abril de 1926 como um Offiziersanwärter (Aspirante a Oficial), recebendo a promoção para Fähnrich (alferes) em abril de 1928 e Oberfähnrich (cadete) em junho de 1930. Em outubro daquele mesmo ano, graduou-se como Leutnant zur See (segundo-tenente), servindo nos cruzadores rápidos Emden e Nürnberg, recebendo promoção para Oberleutnant zur See (primeiro-tenente) em 1º de agosto de 1932.
Passou a Kapitänleutnant (capitão-tenente) em 1º de abril de 1936, e,no ano seguinte, foi atuar no gabinete do Alto Comando da Marinha (Oberkommando der Marine). Foi novamente promovido, em 1º de outubro de 1940, a Korvettenkapitän (capitão-de-corveta), quando agregou-se à força dos U-boot, em junho de 1941, servindo em treinamento a bordo do U-552 comandado por Erich Topp.
Em outubro de 1941, ele recebeu o comando do U-507, seu primeiro e único submarino. Sob seu comando, o U-507 afundou 19 navios mercantes, totalizando 77 143 toneladas e danificando outra de 6 561 toneladas.
Durante a sua terceira patrulha no Atlântico Sul, entre os dias 15 e 19 de agosto de 1942, Schacht afundou seis navios brasileiros dentro das águas territoriais daquele país. O governo brasileiro usou estes afundamentos como motivo para declarar guerra à Alemanha, o que o fez em 22 de agosto. Um mês depois, U-507 tomou parte nas operações de salvamento durante o Incidente Lacônia.
Schacht e toda a tripulação do U-507 foram mortos no Atlântico Sul, em 13 de janeiro de 1943 quando um avião norte-americano Catalina afundou o u-boot, com cargas de profundidade.
Recebeu promoção póstuma a Fregattenkapitän (capitão-de-fragata) em 1º de janeiro de 1944. De sua vida privada sabe-se apenas que era casado e possuía residência fixa em Hamburgo. Sabe-se, ainda, que sua casa foi bombardeada em 1943, obrigando sua viúva a mudar-se. A viúva de Schaht mudou-se para Kiel, onde foi localizada em 1971, pelo jornalista brasileiro Mauro Santayana, correspondente estrangeiro do Jornal do Brasil, que a entrevistou, e copiou extratos do diário de bordo de Harro Schaht, para uma matéria publicada no Jornal do Brasil, com a qual ganhou o Prêmio Esso de Reportagem de 1971, intitulada "assim foi iniciada uma guerra".

## Carreira

### Patentes
| 1 de abril de 1926   | Offiziersanwärter          |
| 1 de abril de 1928   | Fähnrich zur See           |
| 1 de junho de 1930   | Oberfähnrich zur See       |
| 1 de outubro de 1930 | Leutnant zur See           |
| 1 de agosto de 1932  | Oberleutnant zur See       |
| 1 de abril de 1936   | Kapitänleutnant            |
| 1 de outubro de 1940 | Korvettenkapitän           |
| 1 de janeiro de 1944 | Fregattenkapitän (póstumo) |

### Condecorações
| Cruz Espanhola em Bronze sem Espadas | 29 de março de 1940  |
| Cruz de Ferro 2ª Classe              | 19 de abril de 1940  |
| Cruz de Ferro 1ª Classe              | 6 de junho de 1942   |
| Distintivo de Guerra U-boot 1939     | 6 de junho de 1942   |
| Cruz de Cavaleiro da Cruz de Ferro   | 9 de janeiro de 1943 |

### Patrulhas
A história de Harro Schacht, relativamente à guerra submarina, confunde-se com a própria história do U-507.